# 比基尼海滩

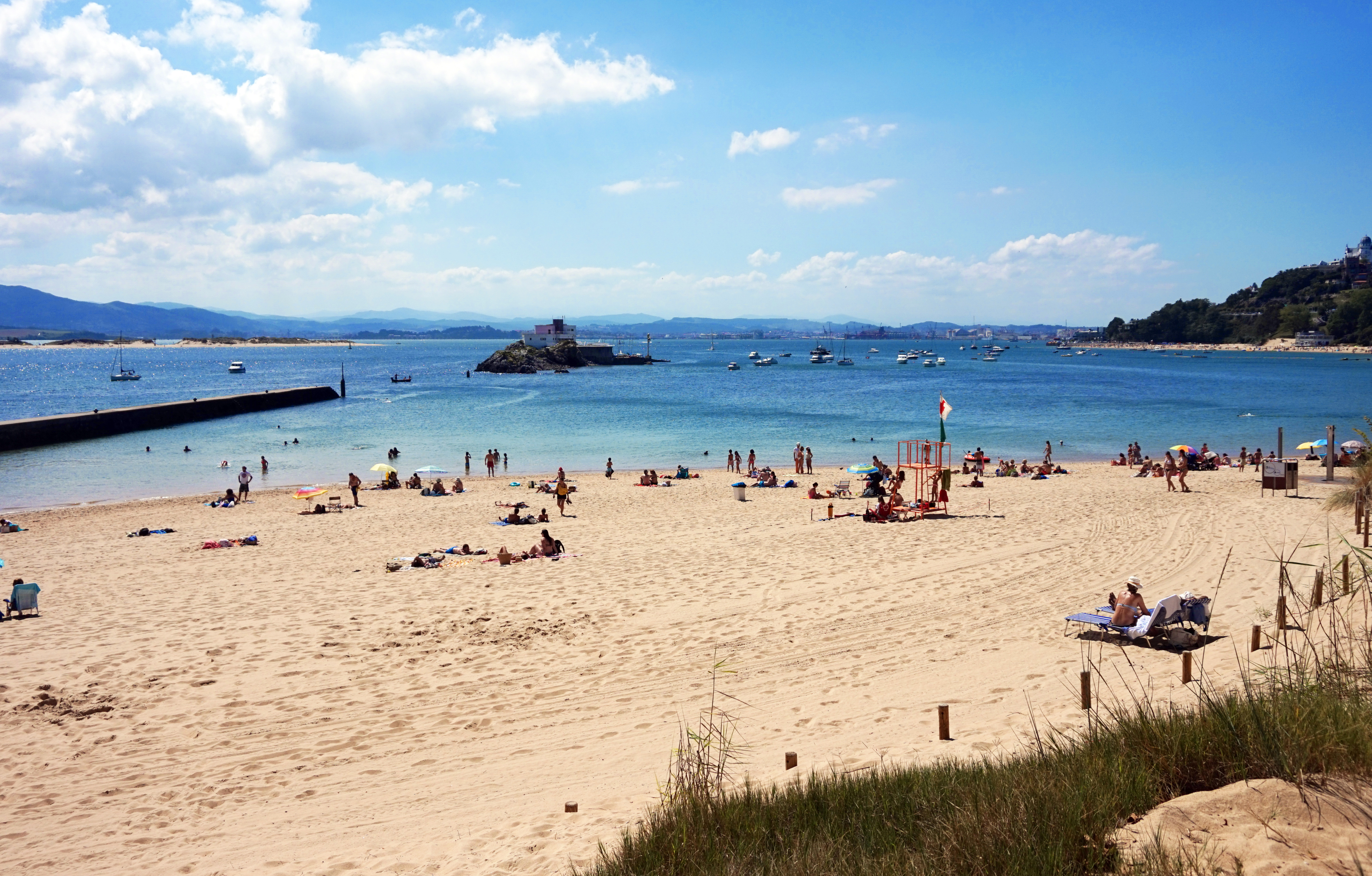

比基尼海滩（西班牙語：playa de los Bikinis）是一个城市海滩，为金色沙滩，位于西班牙坎塔布里亚自治区首府桑坦德。
比基尼海滩位于桑坦德湾，马格达莱纳半岛的东南部。西与马格达莱纳海滩（playa de La Magdalena）接壤。向南，可以看到海湾对岸里瓦蒙塔纳尔马尔索莫（Somo）的蓬塔尔海滩（Playa de El Puntal）。
比基尼海滩长250米，平均宽度30米。海滩几乎没有波浪。

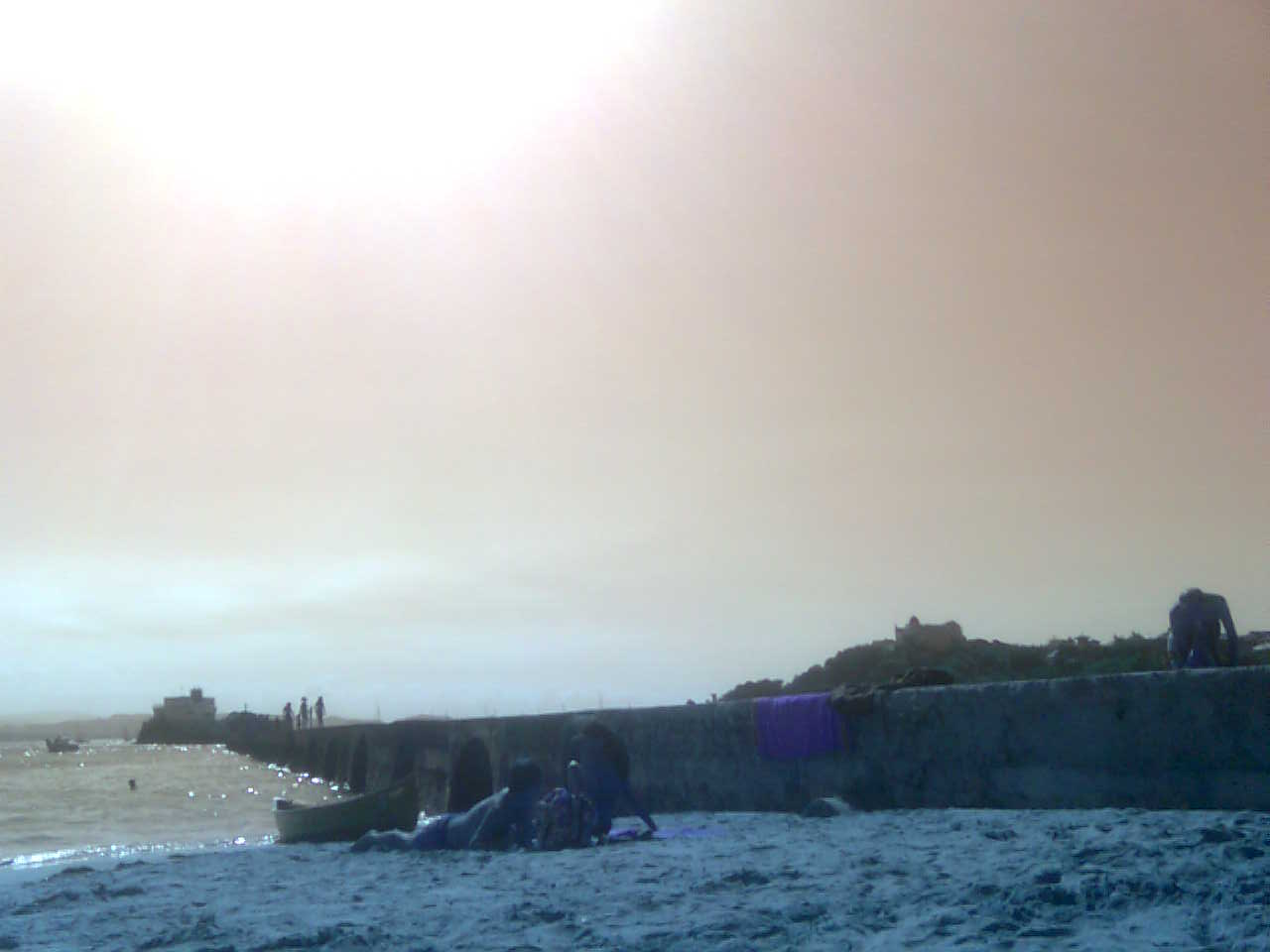
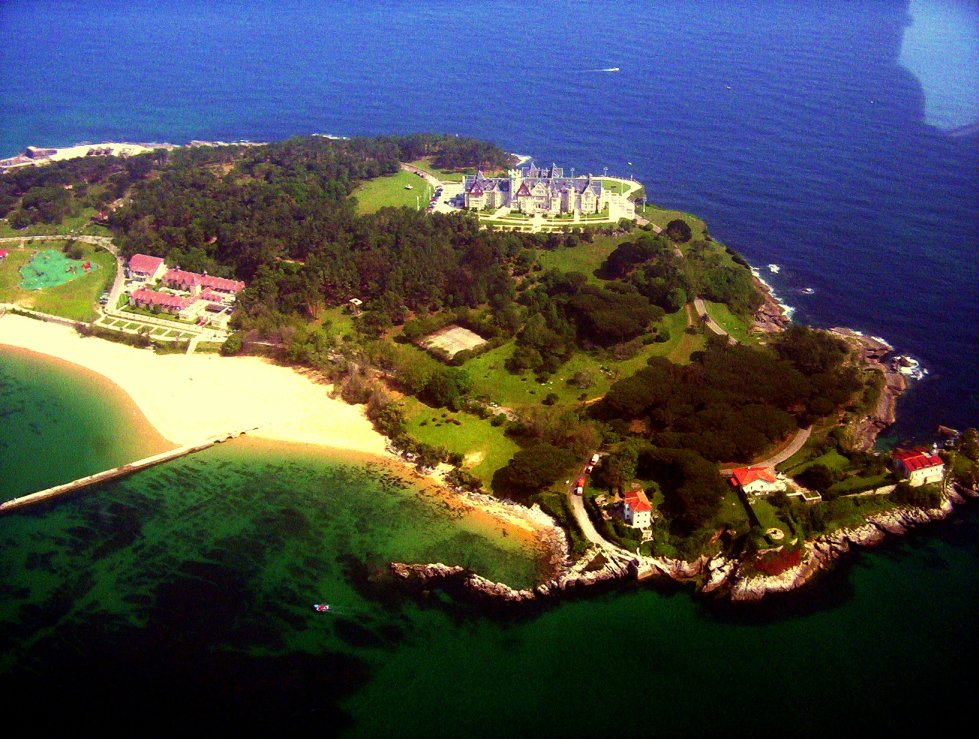

## 名称来源
比基尼海滩距离梅嫩德斯·佩拉约国际大学很近。自20世纪初以来，该校吸引世界各地的外国学生学习西班牙语课程。从20世纪60年代开始，欧洲和美国的学生穿着比基尼去海滩，这在当时的桑坦德引起了极大的轰动，并成为大学附近的这个游泳区的标志。